# Naïskos

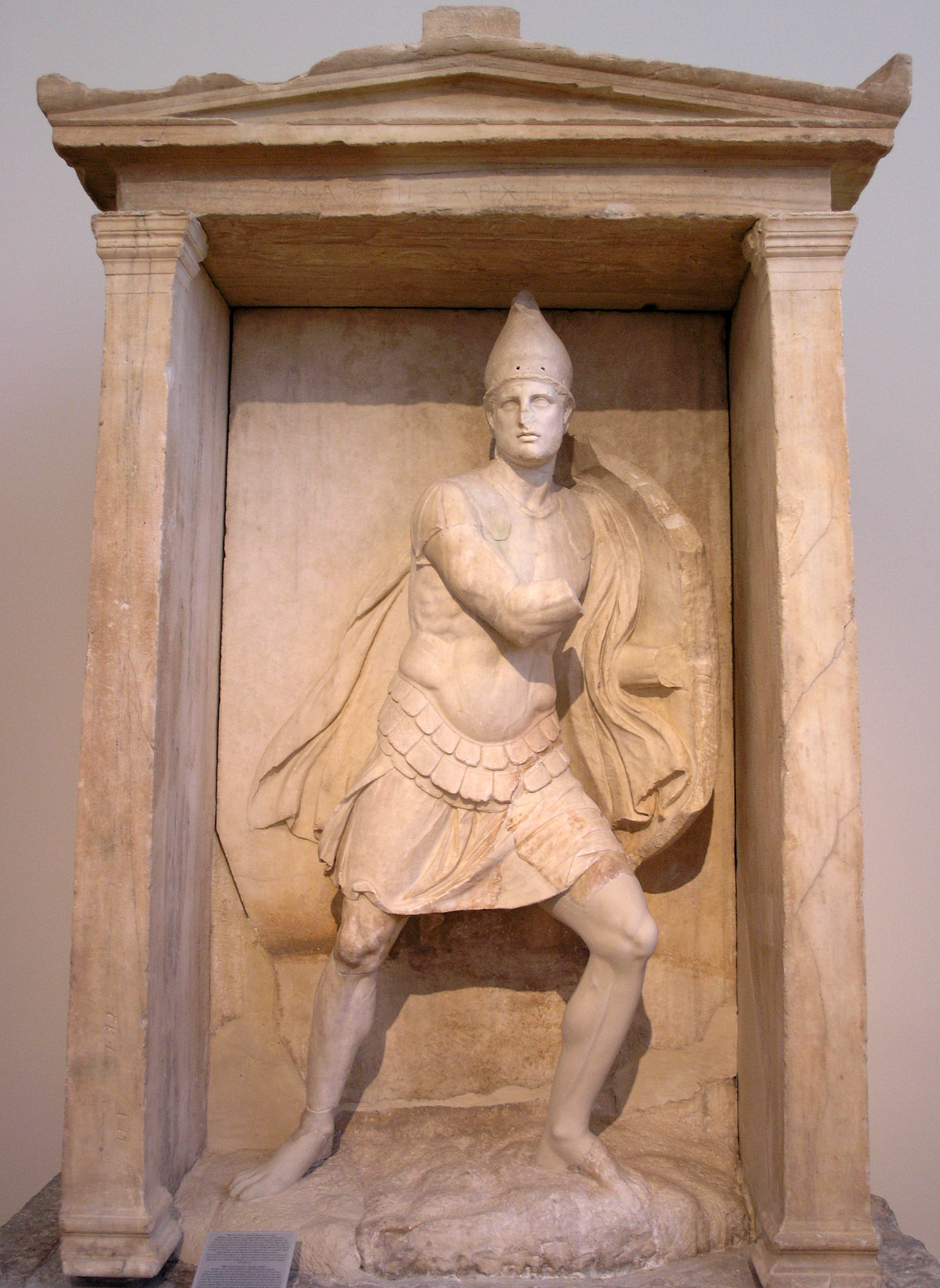
Grabnaïskos des Aristonautes, vom Kerameikos in Athen, um 320 v. Chr.

Ein Naïskos (altgriechisch ναΐσκος „Tempelchen“, Diminutiv zu naós „Tempel“) ist ein kleiner Tempel in klassischer Bauordnung mit Säulen oder Pfeilern mit dreieckigem Dachgiebel. Er wurde auch als künstlerisches Motiv verwendet. In dieser Verwendung kommt er nicht selten vor. Er ist zu finden in der Architektur von Tempeln wie zum Beispiel in Aigeira oder Didyma, besonders aber in der Kleinarchitektur griechischer Friedhöfe als Grabreliefs oder -schreine wie zum Beispiel auf dem Kerameikos in Athen und in der rotfigurigen griechischen Vasenmalerei als Naïskosvasen. Dabei zeigen solche Naiskoi Porträts des Menschen, der gestorben war. Die Säulen zwischen den Außenwänden sind nicht dargestellt. Weiterhin existieren Figurinen von Naiskoi oder anderen Tempelarten, die in Terrakotta ausgeführt wurden wie zum Beispiel das im Louvre in Paris. Diese könnten Votivgaben gewesen sein und als kleine Heiligtümer im privaten Wohnraum gedient haben. Der Naiskos hat immer einen religiösen Hintergrund, besonders im Totenkult bei den alten Griechen.
Ein anderes Wort für einen vergleichbaren Baukörper im alten Rom ist die Ädikula, die jedoch nicht das Gleiche ist wie ein Naiskos. Sie kommt auch als Grabanlage vor. Manchmal, wie bei Triumphbögen, hat sie aber eine repräsentative öffentliche Funktion. Diese hatte der griechische Naiskos so nicht.